# Skrzynice Pierwsze
Skrzynice Pierwsze – wieś w Polsce położona w województwie lubelskim, w powiecie lubelskim, w gminie Jabłonna.
W latach 1975–1998 miejscowość administracyjnie należała do ówczesnego województwa lubelskiego.
Wieś stanowi sołectwo gminy Jabłonna.

## Historia
Skrzynice w roku 1419 opisane jako „Scrzynnicze”, dziś Skrzynice Pierwsze i Skrzynice Drugie w swojej pierwotnej formie nie istnieją.
Nazwa własna wsi w dokumentach źródłowych ewoluowała bowiem w roku 1420 była to „Crzinicz”.

W 1426 roku według Jana Długosza otrzymały je brygidki lubelskie – zapisane jako „Skrzynnycza alias Ponyathowa” (Jan Długosz, Liber beneficiorum t.III s.302-303). Według nowszych badań (Stanisław Kuraś t. I, s. 70) nastąpiło to w 1432 roku, gdy Władysław II Jagiełło wydał dokument erekcji i uposażenia klasztoru lubelskiego.

W roku 1446 miały Skrzynice sołtysa zasiadającego w sądzie wyższym prawa niemieckiego w Lublinie. Ponownie Jan Długosz zapisał je jako: „Skrzinycza” (Jan Długosz, Liber beneficiorum t.III s.306). Od 1748 roku nazwa ustala się jako Skrzynice (Księgi wizytacyjne kościelne).
W XIX wieku pisano tę wieś Skrzyniec i Skrzynice. W 1905 roku była to duża osada położona w gminie Piotrków, miała bez folwarku 160 domów i 1362 mieszkańców (Spravočnaja knižka Liublinskoj guberni... po rasporjaženiju Gubernskogo Načalstva, Lublin 1905.). Według spisu powszechnego z roku 1921 znajdowało się tu 170 domów i 1083 mieszkańców.